# Liste de revues historiques par langue
Cette page présente une liste de revues historiques, classées par langue.

## Allemand
- Abenteuer Archäologie
- Antike Welt
- Archäologie in Deutschland
- Archäologisches Korrespondenzblatt
- Damals, magazine de vulgarisation
- Ethnographisch-archäologische Zeitschrift
- Germania
- Geschichte und Gesellschaft
- Gnomon
- Göttinger Forum für Altertumswissenschaft
- Göttinger Miszellen
- Gymnasium
- Hermes
- Historia
- Historisch-politische Zeitschrift
- Historische Zeitschrift
- Klio
- Luzifer-Amor. Zeitschrift zur Geschichte der Psychoanalyse
- Mannus
- Mitteilungen des Deutschen archäologischen Instituts Abteilung Kairo
- Nikephoros
- Philologus
- Rheinisches Museum für Philologie
- Studia Troica
- Studien zur altägyptischen Kultur
- Vierteljahrshefte für Zeitgeschichte
- Der Volksstaat
- Waffen- und Kostümkunde
- Zeitschrift für Ägyptische Sprache und Altertumskunde
- Zeitschrift für Assyriologie und vorderasiatische Archäologie
- Zeitschrift für die Geschichte des Oberrheins
- Zeitschrift für Geschichtswissenschaft
- Zeitschrift für Papyrologie und Epigraphik

## Anglais
- Alaska History
- Albion
- American Historical Review
- American Jewish History
- American Journal of Archaeology
- American Journal of Philology
- Annual Register
- Antiquity
- Arthuriana
- Australian Historical Studies
- Book History
- British Museum Quarterly
- Bulletin of the American Schools of Oriental Research
- Bulletin of the Australian Centre for Egyptology
- Bulletin of the Egyptological Seminar
- Bulletin of the History of Medicine
- Bulletin of the Metropolitan Museum of Art
- Cahiers du monde russe (revue trilingue)
- Centaurus
- Central Asia Monitor
- Chiron
- Church History
- Le Cygne
- Eighteenth-Century Studies
- English Historical Review
- Historical Journal, successeur du Cambridge Historical Journal
- Historical Research
- Historical Studies in the Physical and Biological Sciences
- History Review, revue quadrimestrielle britannique (liée au mensuel History Today)
- History Today, revue mensuelle britannique
- History Workshop Journal
- Iranian Studies Journal
- Isis
- Israel Exploration Journal
- Kailash
- Journal for the History of Astronomy
- Journal of African History
- Journal of American History, successeur de la Mississippi Valley Historical Review
- Journal of Astronomical History and Heritage
- Journal of Colonialism and Colonial History
- Journal of Egyptian Archaeology
- Journal of Hellenic Studies
- Journal of Interdisciplinary History
- Journal of Joan of Arc Studies
- Journal of Medieval Military History
- Journal of Modern History
- Journal of Near Eastern Studies
- Journal of Popular Culture
- Journal of Social History
- Journal of the American Oriental Society
- Journal of the American Research Center in Egypt
- Journal of the Gilded Age and Progressive Era
- Journal of the History of Ideas
- Journal of the History of Philosophy
- Journal of the Manchester Egyptian and Oriental Society
- Journal of Negro History
- Journal of the Royal Asiatic Society
- Journal of the Siam Society
- Journal of Women’s History
- Late Imperial China
- Mediterranean Historical Review
- Nikephoros
- Ostracon
- Pacific Northwest Quarterly
- Palestine Exploration Quarterly
- Past & Present
- Petits Propos Culinaires
- Philologus
- Problems of Post-Communism
- Proceedings of the Society of Biblical Archaeology
- Revolutionary History
- Sixteenth Century Journal: The Journal of Early Modern Studies
- Seventeen Century
- SOAS Bulletin of Burma Research
- Studia Troica
- Speculum
- Technology and Culture
- William and Mary Quarterly

## Arabe
- Amal
- Maǧallat al-baḥṯ al-tārīḫī
- Zamane (version arabe)

## Français
- L’Amuse-Bouche : La revue française de Yale
- Anabases (langue principale)
- Annales de Bourgogne
- Annales de Bretagne et des pays de l'Ouest
- Annales : Histoire, sciences sociales
- Annales historiques de la Révolution française
- Annales du service des antiquités de l'Égypte
- Annales d'Éthiopie
- L'Année épigraphique
- Arkheia
- Bibliothèque de l'École des chartes
- Bulletin d'archéologie marocaine (majorité des contributions en français)
- Bulletin de la Société d'archéologie copte
- Bulletin de la Société d'égyptologie
- Bulletin de la société française d'égyptologie
- Bulletin de l'institut français d’archéologie orientale
- Bulletin des musées royaux d'art et d'histoire
- Bulletin d'histoire politique
- Cahiers du monde russe
- Cap-aux-Diamants
- Chronique d'Égypte
- Clio
- Communisme
- Francia
- La France pittoresque
- Français fédéral
- Français de Suisse
- Guerres & Histoire
- Hespéris-Tamuda (majorité de contributions en français)
- Histoire & Mesure
- Histoire & Sociétés rurales
- Historia, magazine de vulgarisation
- Histoire de l'éducation (revue)
- Histoire de l'Antiquité à nos jours
- Cahiers Georges Sorel, puis Mil neuf cent : Revue d'histoire intellectuelle
- Le Mouvement social
- L’Histoire, magazine de vulgarisation
- Nikephoros
- La Nouvelle Revue d'histoire', magazine de vulgarisation
- Parlement(s) : Revue d'histoire politique
- Philologus
- Revue archéologique
- Revue belge de philologie et d'histoire
- Revue de l'Art
- Revue des Deux Mondes
- Revue d'assyriologie et d'archéologie orientale
- Revue d'histoire et de philosophie religieuses
- Revue d'histoire de l'Amérique française
- Revue d'histoire du XIXe siècle
- La Revue d'Histoire Militaire
- Revue d'histoire moderne et contemporaine
- Revue historique
- Revue Mabillon
- Valentiana
- Vingtième siècle : Revue d'histoire
- Zamane

## Italien
- Nikephoros
- Rivista storica italiana
- Studi sul Settecento Romano

## Russe
- Cahiers du monde russe

## Suédois
- Scandia